# Leopoldo Torres Ríos
Leopoldo Torres (Torre) Ríos est un compositeur, scénariste et réalisateur argentin né le 27 décembre 1899 à Buenos Aires et décédé à Vicente López (province de Buenos Aires), le 10 avril 1960. Père du réalisateur Leopoldo Torre Nilsson, il est l'auteur d'une quarantaine de films.

## Analyse
Leopoldo Torres Ríos représente, pour l'Argentine, un maillon fondamental entre le vieux cinéma instinctif de José Augustin Ferreyra (es) - premier créateur du cinéma argentin, avec lequel Torres Rìos partage le goût pour le tango et quelques archétypes locaux - et la sensibilité moderne qui privilégie l'introspection psychologique et un rythme dramatique plus proche des réalités quotidiennes. Alors qu'un Mario Soffici recherche l'authenticité dans une Argentine rurale, Torres Ríos édifie les bases d'un réalisme urbain contemporain.

## Filmographie
- 1923 : El puñal del mazorquero
- 1924 : Buenos Aires bohemio
- 1936 : El conventillo de la Paloma, premier film sonore argentin
- 1938 : La vuelta al nido
- 1939 : El sobretodo de Céspedes
- 1948 : Pelota de trapo
- 1949 : Pantalones cortos
- 1950 : El Crimen de Oribe (en coréalisation avec Leopoldo Torre Nilsson)
- 1953 : El hijo del crack (en coréalisation avec Leopoldo Torre Nilsson)
- 1956 : Edad dificil
- 1958 : Demasiado jóvenes
- 1959 : Campo virgen
- 1959 : Aquello que amamos